# Jamelia

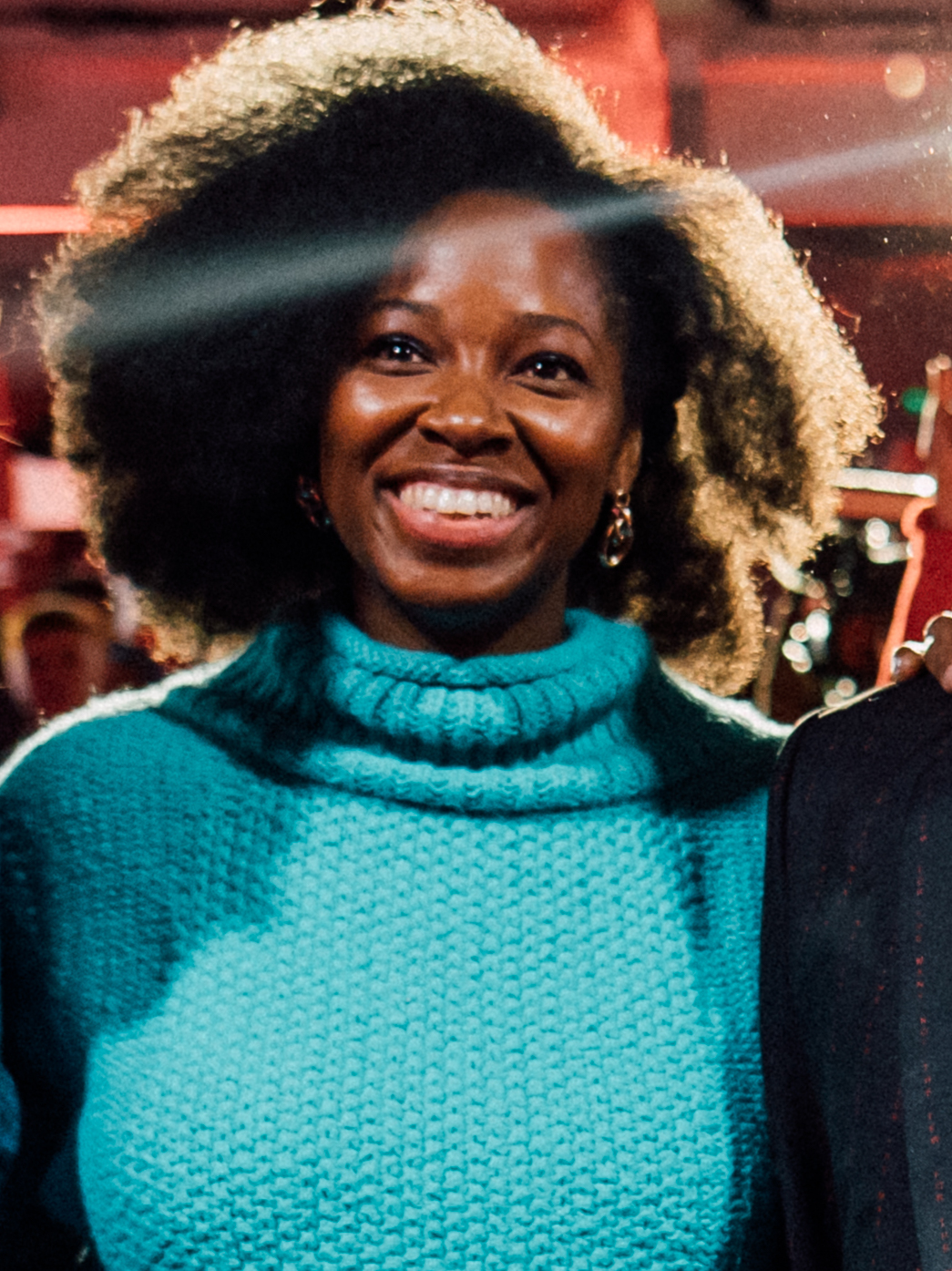
Jamelia (2019)

Das Logo von Jamelia

Jamelia; eigentlich Jamelia Niela Davis (* 11. Januar 1981 in Birmingham) ist eine britische Pop- und Contemporary R&B-Sängerin und Songwriterin.

## Leben
Davis wurde als Tochter einer aus Jamaika stammenden Mutter und eines aus Simbabwe stammenden Vaters geboren. Sie verbrachte einen Großteil ihrer Kindheit in der Innenstadt von Aston. Nach Einsendung selbstgeschriebener A-cappella-Lieder erhielt sie 1996 im Alter von 15 Jahren einen Plattenvertrag mit Parlophone.
Nach intensiver Studioarbeit veröffentlichte Parlophone 1999 Davis’ erste Single So High. Im Jahr darauf folgte das Debütalbum Drama. Zur erfolgreichsten Single des Albums avancierte die 2000 veröffentlichte Beenie-Man-Kollaboration Money, die sich auf Platz fünf der UK-Singlecharts platzierte. Im Zuge des Erfolges wurde Davis anschließend für fünf MOBO Awards nominiert.
Nach der Geburt ihrer Tochter im März 2001 entschied sich Davis für eine längere Auszeit vom Musikgeschäft. Noch im selben Jahr begann sie dennoch mit den Arbeiten zu ihrem zweiten Album, dessen erste Auskopplung, Bout, im Frühjahr 2003 in die britischen Charts kam. Der internationale Durchbruch gelang ihr mit der Single Superstar, die im September 2003 an die Spitze der UK-Charts sprang und sich in den Folgemonaten erfolgreich in den Top Ten der europäischen Hitlisten hielt. Anschließend veröffentlichte Davis das Album Thank You, begleitet von der gleichnamigen Auskopplung und dem Cover Stop, dem Soundtrack zum Kinoerfolg Bridget Jones – Am Rande des Wahnsinns. 2004 war sie zum einen als Teil von Band Aid 20 mit der gemeinnützigen Single Do They Know It’s Christmas? als auch mit dem Duett Universal Prayer (mit Tiziano Ferro) zwei weitere Male in den Charts vertreten.
Am 21. Oktober 2005 gebar Davis ihre zweite Tochter. Es ist das erste gemeinsame Kind mit ihrem Lebensgefährten, dem Fußballspieler Darren Byfield. Im August 2007 trennte sich das Paar. 2006 veröffentlichte sie ihr drittes Studioalbum Walk with Me, dessen erste Auskopplung den Titel Something About You trägt. Dieser Song erreichte Platz 57 in Deutschland. Der Song Beware of the Dog erreichte Platz 63 in Deutschland. 2007 wurde die Ballade und letzte Single No More veröffentlicht, der knapp die Top-40 in Deutschland verfehlte.
2007 verließ Davis Parlophone und unterzeichnete 2010 einen neuen Plattenvertrag bei All Around the World.

## Diskografie
Studioalben

| Jahr | Titel        | Höchstplatzierung, Gesamtwochen, AuszeichnungChartplatzierungen (Jahr, Titel, Platzierungen, Wochen, Auszeichnungen, Anmerkungen) | Höchstplatzierung, Gesamtwochen, AuszeichnungChartplatzierungen (Jahr, Titel, Platzierungen, Wochen, Auszeichnungen, Anmerkungen) | Höchstplatzierung, Gesamtwochen, AuszeichnungChartplatzierungen (Jahr, Titel, Platzierungen, Wochen, Auszeichnungen, Anmerkungen) | Höchstplatzierung, Gesamtwochen, AuszeichnungChartplatzierungen (Jahr, Titel, Platzierungen, Wochen, Auszeichnungen, Anmerkungen) | Anmerkungen                                                  |
| Jahr | Titel        | DE | AT | CH | UK | Anmerkungen                                                  |
| ---- | ------------ | --- | --- | --- | --- | ------------------------------------------------------------ |
| 2000 | Drama        | — | — | — | UK39 (2 Wo.)UK | Erstveröffentlichung: 26. Juni 2000                          |
| 2003 | Thank You    | DE56 (6 Wo.)DE | AT62 (3 Wo.)AT | CH33 (7 Wo.)CH | UK4 Platin · (53 Wo.)UK | Erstveröffentlichung: 29. September 2003 Verkäufe: + 300.000 |
| 2006 | Walk with Me | — | — | CH74 (1 Wo.)CH | UK20 Gold · (7 Wo.)UK | Erstveröffentlichung: 25. September 2006 Verkäufe: + 60.000  |

## Auszeichnungen
- Eska Awards
  - 2007: in der Kategorie „Best Foreign Singer“

- MOBO Awards
  - 2000: in der Kategorie „Best Video“ (Money)
  - 2004: in der Kategorie „Best British Female“
  - 2004: in der Kategorie „Best Single“ (Thank You)
  - 2004: in der Kategorie „Best Video“ (See It in a Boy’s Eyes)

- Q Award
  - 2004: in der Kategorie „Best Single“ (See It in a Boy’s Eyes)

- TMF Awards Belgien
  - 2004: in der Kategorie „Meest Belovend“

- Urban Music Awards
  - 2005: in der Kategorie „Best R&B Act“
  - 2007: in der Kategorie „Best R&B Act“